# Shem

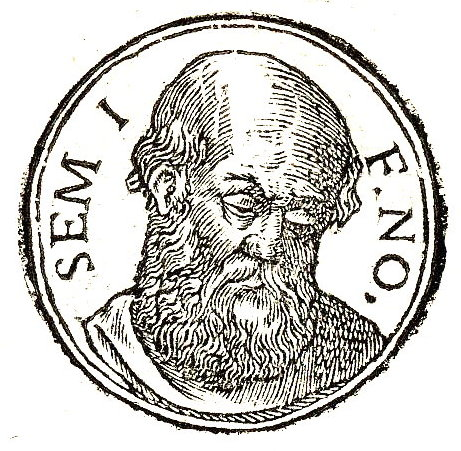
Ông Shem

Shem (tiếng Do Thái: שֵׁם /Šēm; tiếng Ả rập: سَام/Sām) là một trong những ngươi con trai của Nô-ê trong Kinh thánh (được kể đến trong Sáng thế ký 5–11) và 1 Sử ký 1:4). Con cái của Shem là Elam, Ashur, Arphaxad, Lud và Aram, ngoài ra còn có những người con gái không được tên. Ông Abraham, tộc trưởng của Do Thái, Cơ đốc giáo và Hồi giáo, là một trong những hậu duệ của Arphaxad. Trong truyền thống Trung cổ và Châu Âu thời tiền hiện đại thì ông Shem được coi là tổ tiên của dân tộc Châu Á và ông đặt tên cho tên hiệu "người Semit" (người Xê-mít) trước đây được đặt cho người Tây Á. Văn học Hồi giáo mô tả Shem là một trong những người con trai tin kính của Noah. Một số nguồn thậm chí còn xác định Shem là một nhà tiên tri theo đúng nghĩa của ông và rằng ông là nhà tiên tri tiếp theo sau cha mình. Sáng thế ký (10:21) đề cập đến độ tuổi tương đối của Sem và anh trai của ông Japheth, nhưng với đủ sự mơ hồ để tạo ra các bản dịch tiếng Anh khác nhau. Câu thơ được dịch trong phiên bản King James như sau: "Cũng vậy, đối với Sem, cha của tất cả các con trai của Eber, anh trai của Japheth, người lớn tuổi hơn, thậm chí còn có con cái được sinh ra". Tuy nhiên, Bản dịch Kinh thánh của New American Standard ghi rằng: "Cũng có những đứa con được sinh ra cho Shem, cha của tất cả con cái Eber, và anh trai của Japheth".
Sáng thế ký 11:10 ghi lại rằng Sem được 100 tuổi khi sinh ra Arphaxad, hai năm sau trận đại hồng thủy; và ông sống thêm 500 năm sau đó, tức là thọ 600 tuổi khi qua đời. Nhà sử học thế kỷ thứ nhất Flavius Josephus đã kể một câu chuyện huyền thoại, không theo kinh thánh rằng năm người con trai của Shem là tổ tiên của các quốc gia tương ứng Elam, Assyria, Chaldea, Lydia và Levant. Các học giả Hồi giáo coi Shem là người kế vị Noah, nhận được kiến thức tiên tri, sự khai sáng và sự lãnh đạo của dân tộc mình. Shem cũng là một trong những người mà Chúa Cha đã cho Chúa Jesus làm sống lại như một dấu hiệu dành cho con cái Israel. Các nhà sử học Hồi giáo đầu tiên như Ibn Ishaq và Ibn Hisham luôn đưa tên của Shem vào gia phả của Muhammad. Theo truyền thống của người Shiite (dòng Shi-ai), Imam Ja'far al-Sadiq đã kể lại với các bạn đồng hành của mình rằng Jibrael đã đến thăm Noah vào thời điểm gần chết, truyền đạt thông điệp của Chúa: "Hỡi Noah! Chức tiên tri của ngươi đã hết và ngày tháng của ngươi đã trọn vẹn, vì vậy hãy hướng đến Đại danh, sự thừa kế và những tác động của kiến thức về chức tiên tri, và trao lại những điều này cho con trai ngươi, Sam (Shem), vì Ta không rời khỏi Trái đất này trừ khi có một người hiểu biết mà qua đó sự vâng lời Ta (Chúa) có thể được công nhận...". Bản đồ T và O từ phiên bản đầu tiên của bản in của Etymologiae (Augsburg 1472) của Isidore xứ Seville đã xác định ba lục địa đã biết (Châu Á, Châu Âu và Châu Phi) lần lượt là nơi sinh sống của con cháu của Sem (Shem), Iafeth (Japheth) và Cham (Ham).